# Traiskirchen
Traiskirchen è un comune austriaco di 18 515 abitanti nel distretto di Baden, in Bassa Austria; ha lo status di città (Stadtgemeinde). Nel 1972 ha inglobato i comuni soppressi di Oeynhausen e Tribuswinkel.

## Monumenti e luoghi d'interesse
- Castello di Möllersdorf
- Castello di Tribuswinkel

## Sport
In città ha sede la squadra di pallacanestro Arkadia Traiskirchen Lions vincitrice di alcuni titoli nazionali.